# Eumerus claripennis
Eumerus claripennis är en tvåvingeart som beskrevs av Ernest F. Coe 1957. Eumerus claripennis ingår i släktet månblomflugor, och familjen blomflugor.
Artens utbredningsområde är Nordmakedonien. Inga underarter finns listade i Catalogue of Life.